# Guerre russo-persane de 1826-1828
Pour les articles homonymes, voir Guerres russo-persanes.

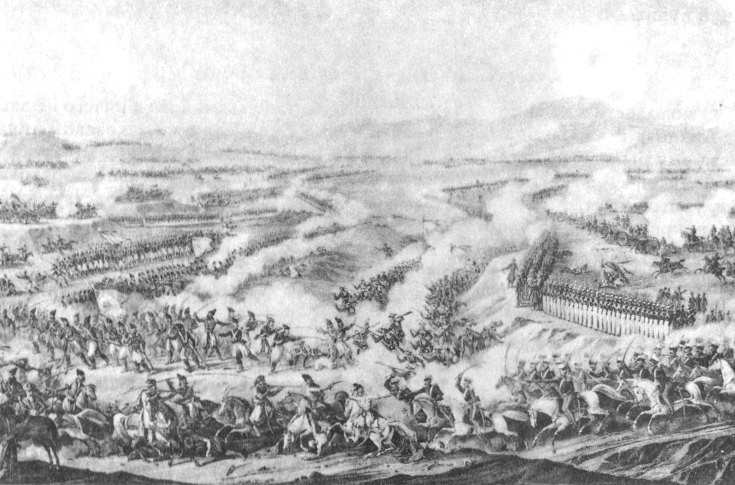
Bataille d'Elisavetpol.

La guerre russo-persane de 1826-1828 est le dernier conflit militaire majeur entre l'Empire russe et la Perse. Elle se comprend dans le contexte de ce qu'on nommera plus tard le « Grand Jeu », c'est-à-dire l'affrontement, tout au long du XIXe siècle jusqu'en 1907, de l'Angleterre et de la Russie impériale en Asie, par pays interposés.
Après le traité de Golestan concluant la précédente guerre russo-persane en 1813, la paix règne dans le Caucase pendant treize ans. Cependant, Fath Ali Shah Qajar, constamment en quête d'une aide étrangère, s'appuie sur les avis d'agents britanniques, qui le pressent de reconquérir les territoires perdus au profit de la Russie et lui promettent leur soutien logistique pour une action militaire. La chose est décidée au printemps 1826, alors que le parti belliqueux d'Abbas Mirza prévaut à Téhéran, lorsque le ministre plénipotentiaire russe, le prince Menchikov, est placé en résidence surveillée.

## Campagne de 1826
Bien qu'ils ne soient pas formellement en guerre, les 35 000 hommes d'une puissante armée perse, menée par Abbaz Mirza, traversent la frontière le 16 juillet 1826 et envahissent les khanats de Talysh (en) et de Karabagh. Les khans changent rapidement de côté et livrent leurs principales villes, Lankaran, Quba et Bakou, aux Perses. Le gouverneur général russe du Caucase, Alexis Iermolov, pense qu'il n'a pas les ressources nécessaires pour contrer cette invasion et refuse d'engager les troupes russes dans la bataille. Il ordonne donc l'abandon de Gandja, la ville la plus peuplée de la région. À Chouchi, une petite garnison russe essaye de tenir bon jusqu'au 5 septembre quand les renforts du général Madatov arrivent à la libérer.
Madatov met en déroute les Perses sur les bords de la rivière Shamkhor et reprend Ganja le 5 septembre. En apprenant la nouvelle, Abbas Mirza lève le siège de Chouchi et marche vers Ganja. Un nouveau renfort russe, sous le commandement d'Ivan Paskevitch (remplaçant d'Iermolov, limogé), arrive juste à temps pour joindre ses forces avec Madatov et former un puissant corps de 8 000 hommes sous le commandement suprême de Paskevitch. Près de Ganja, ils se jettent sur les Perses et les forcent à la retraite (ils traversent l'Araxe pour regagner l'Iran). L'agression perse a été repoussée, mais la guerre a continué pendant un an et demi.

## Campagne de 1827

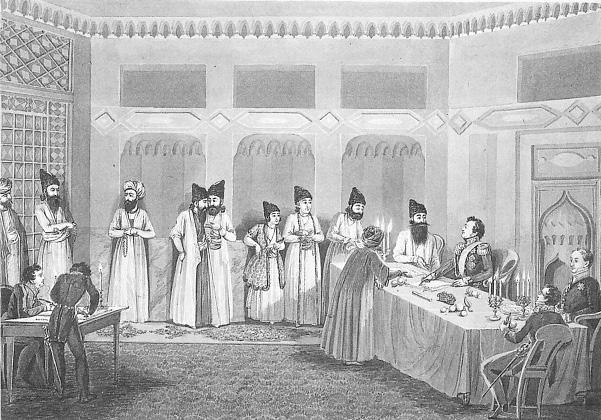
Paskevitch et Abbas Mirza à Turkmanchay (10 février 1828)

Le début de l'hiver mène à la suspension des hostilités jusqu'en mai 1827, quand Paskevitch avance en direction d'Erevan, prenant Etchmiadzin, Nakhitchevan et Abbasabad sur son chemin. Le principal théâtre des opérations est maintenant l'est de l'Arménie, dont la capitale, Erevan, est prise d'assaut par Paskevitch et tombe après six jours de siège (1er octobre). Quatorze jours plus tard, le général Eristov entre à Tabriz, forçant le Shah à solliciter la paix.
Le déclenchement de la nouvelle guerre russo-turque de 1828-1829 ravive les espoirs persans et arrête les négociations de paix qui sont conduites par le diplomate écrivain Alexandre Griboïedov entre autres. En janvier 1828, un détachement russe atteint les côtes du lac d'Ourmia et le Shah commence à s'affoler. Dans son empressement, Abbas Mirza signe rapidement le traité de Turkmanchai (2 février 1828) qui conclut la guerre.

## Conséquences
Selon les termes de ce traité, les khanats d'Erevan et de Nakhichevan passent sous le contrôle de la Russie. Le Shah promet de payer une indemnité de 20 millions de roubles et permet à ses sujets arméniens de migrer vers la Russie sans aucune entrave. En outre, le Shah garantit aux Russes le droit exclusif de naviguer dans la mer Caspienne et accepte que les marchands russes soient libres de commercer où ils veulent en Iran.
À long terme, le traité assure la domination russe sur la Transcaucasie devenue la vice-royauté du Caucase. La Russie remplace l'Iran comme puissance dominante de la région, ce qui met fin à trois siècles de guerres ottomano-persanes. Mettant à profit l'affaiblissement de l'Empire ottoman par la guerre d’indépendance grecque, la Russie va encore renforcer sa position régionale aux dépens des Ottomans lors de la guerre russo-turque de 1828-1829. En outre, l'afflux de réfugiés arméniens d'Iran puis d'Anatolie entraîne la création d'un oblast arménien autour d'Erevan, noyau de la future république d'Arménie.
Par ailleurs, le traité affaiblit la position dominante de l'Empire britannique en Perse et marque une nouvelle étape dans le Grand Jeu entre Britanniques et Russes.